# Esporte Clube Canarinho
O Esporte Clube Canarinho foi um clube de futebol brasileiro, sediado em Taguatinga, no Distrito Federal. Disputava o campeonato brasiliense. Disputou o campeonato nos anos de 1975,1976 e 1977.

## História
Disputou a Copa Arizona de Futebol Amador de 1975. Foi quarto colocado no Campeonato Brasiliense de 1975.